# 阿尔希尼亚克
阿尔希尼亚克（法語：Archignac，法語發音：[aʁʃiɲak]）是法国多尔多涅省的一个市镇，属于萨拉拉卡内达区。

## 地理
阿尔希尼亚克（45°0'40"N, 1°18'43"E）面积22.9 平方千米，位于法国新阿基坦大区多爾多涅省，该省份为法国西南部内陆省份，是法國本土面积第三大的省，大致对应佩里戈尔地区，北起顺时针与夏朗德省、上维埃纳省、科雷兹省、洛特省、洛特-加龙省、吉倫特省和滨海夏朗德省接壤。
与阿尔希尼亚克接壤的市镇（或旧市镇、城区）包括：拉卡萨涅、雅亚克、波兰、圣热涅斯、科利-圣阿芒。

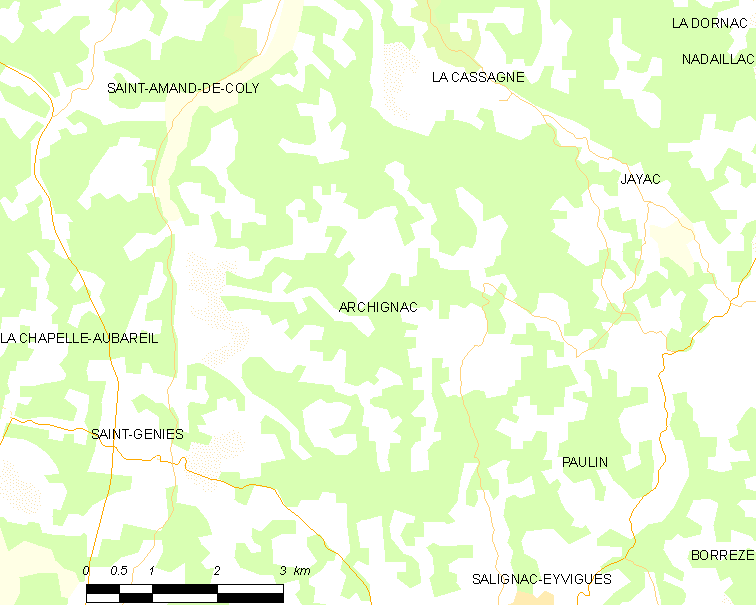
阿尔希尼亚克的OSM定位图

阿尔希尼亚克的时区为UTC+01:00、UTC+02:00（夏令时）。

## 行政
阿尔希尼亚克的邮政编码为24590，INSEE市镇编码为24012。

## 政治
阿尔希尼亚克所属的省级选区为泰拉松-拉维勒迪约县。

## 人口

1962-2008年间阿尔希尼亚克人口变化图示

阿尔希尼亚克于2022年1月1日时的人口数量为403人。